# Hans Ulrich Grubenmann

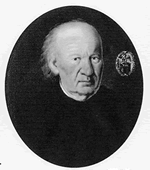
Hans Ulrich Grubenmann, 1782

Hans Ulrich Grubenmann (teilweise auch Johann Ulrich Grubenmann, * 23. März 1709 in Teufen, Appenzell Ausserrhoden; † 22. Januar 1783 ebenda; heimatberechtigt ebenda) war ein Schweizer Zimmermann und Baumeister von Brücken und Kirchenbauten. Er ist für seine aussergewöhnlichen stützenfreien Brücken- und Dachkonstruktionen berühmt.

## Leben

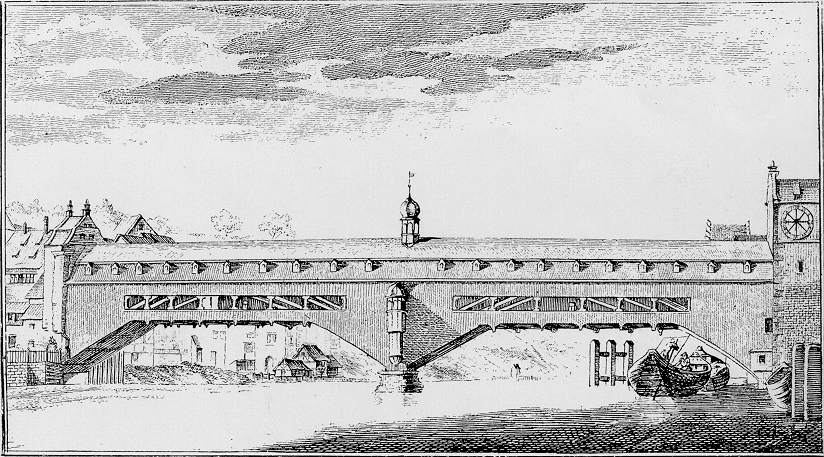
Rheinbrücke Schaffhausen, 1758 realisiert, 1799 zerstört (Stich eines unbekannten Künstlers)

Hans Ulrich Grubenmann wurde 1709 als dritter Sohn des Zimmermanns und Baumeisters Ulrich Grubenmann (1668–1736) und der Barbara Zürcher in Teufen geboren. Zusammen mit seinen Brüdern Jakob Grubenmann und Johannes Grubenmann gehörte er dem alten Baumeistergeschlecht Grubenmann an. Sein Handwerk, das ihm den Ruf eines brillanten Ingenieurs einbringen sollte, lernte er in der väterlichen Werkstatt, zunächst autodidaktisch und später empirisch durch die eigene Arbeit. Grubenmann war dreimal verheiratet: ab 1732 mit Anna Walser, ab 1769 mit Magdalena Fässler und ab 1779 mit Anna Müller. Mit seiner zweiten Frau hatte er fünf Kinder, die alle im Kindesalter starben.
Er war allein oder mit Familienangehörigen im Brücken-, Kirchen- und Wohnbau tätig. Er schuf sich besonders beim Wiederaufbau von Bischofszell nach dem Brand 1743 einen Namen, wo er zusammen mit seinen Brüdern Jakob und Johannes dreizehn Wohnhäuser errichtete. Zu seiner Reputation trug die Schaffhauser Rheinbrücke bei, die nach dem Zusammenbruch der alten Brücke 1754 erneuert wurde. Grubenmann legte ein Modell einer Brücke vor, die 119 Meter Spannweite ohne Stützen in einem einzigen Bogen überwinden sollte. Da das Modell abgelehnt wurde, legte er ein zweites Modell mit einem Mittelpfeiler vor. Die beiden Bogen überspannten 56 und 63 Meter. Eine wenig wahrscheinliche Anekdote, die aber in mehreren zeitgenössischen Quellen erscheint, besagt, dass Grubenmann bei der Eröffnung die Auflage beim Mittelpfeiler weggeschlagen haben soll, um seine Ingenieurskunst zu demonstrieren. Beim Abbau des Baugerüstes soll Grubenmann ausserdem in den Rhein gestürzt und beinahe ertrunken sein. 1771 schickte Grubenmann die Kopie des Schaffhauser Brückenmodells nach Irland, wo er an einem Wettbewerb für eine Brücke über den Derry teilnahm. Das Modell kann heute im National Museum of Ireland in Dublin besichtigt werden.
Neben der Rheinbrücke in Schaffhausen wurde er durch den Bau der Limmatbrücke in Wettingen von 1765 bis 1767 – zwei in ihrer technischen und ästhetischen Konzeption herausragende Bauwerke – berühmt. Von beiden gedeckten Brücken, welche die französische Armee 1799 niederbrannte, sind neben Originalmodellen Pläne, Ansichten und schriftliche Dokumente vorhanden. Grubenmann vertraute in Schaffhausen der herkömmlichen Sprengtechnik, während er in Wettingen ein Tragsystem aus zwei Flachbogen verwendete. An diesen waren Holzträger befestigt, die in der Mitte als Hängepfosten und gegen die Seiten als Stützen fungierten und das Dach beziehungsweise die Fahrbahn trugen. Diese Konstruktionsidee wurde über die Landesgrenzen hinaus rezipiert und sowohl in den Schriften der Brückenbautheoretiker wie auch in der Reiseliteratur als Meisterwerk gefeiert. William Coxe pries Grubenmann gar als „Naturgenie“.
Früh trat Grubenmann auch als Kirchenbaumeister in Erscheinung. Insgesamt realisierte er zehn Kirchenbauten in der Nordostschweiz. Als 1763 ein Blitz den Glockenturm des Zürcher Grossmünsters in Brand setzte, verhinderte er als Gutachter zusammen mit dem Chorherrn Johann Jakob Breitinger den Abbruch der romanischen Kirche.
Am 5. März 2009 gab die Schweizerische Post eine Briefmarke mit dem Porträt Grubenmanns heraus.

## Werke

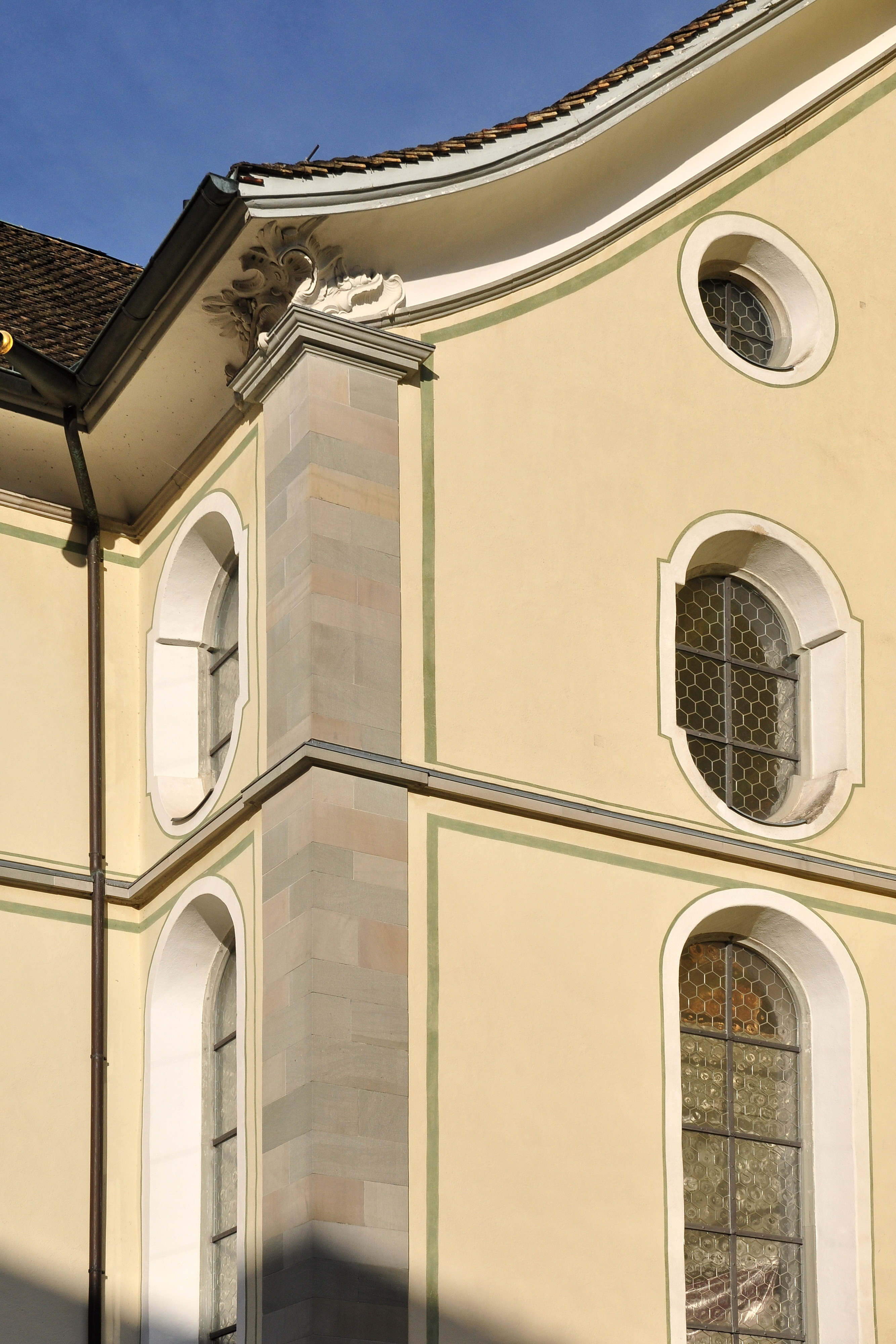
Fassadendetail der 1767 eingeweihten Kirche in Wädenswil

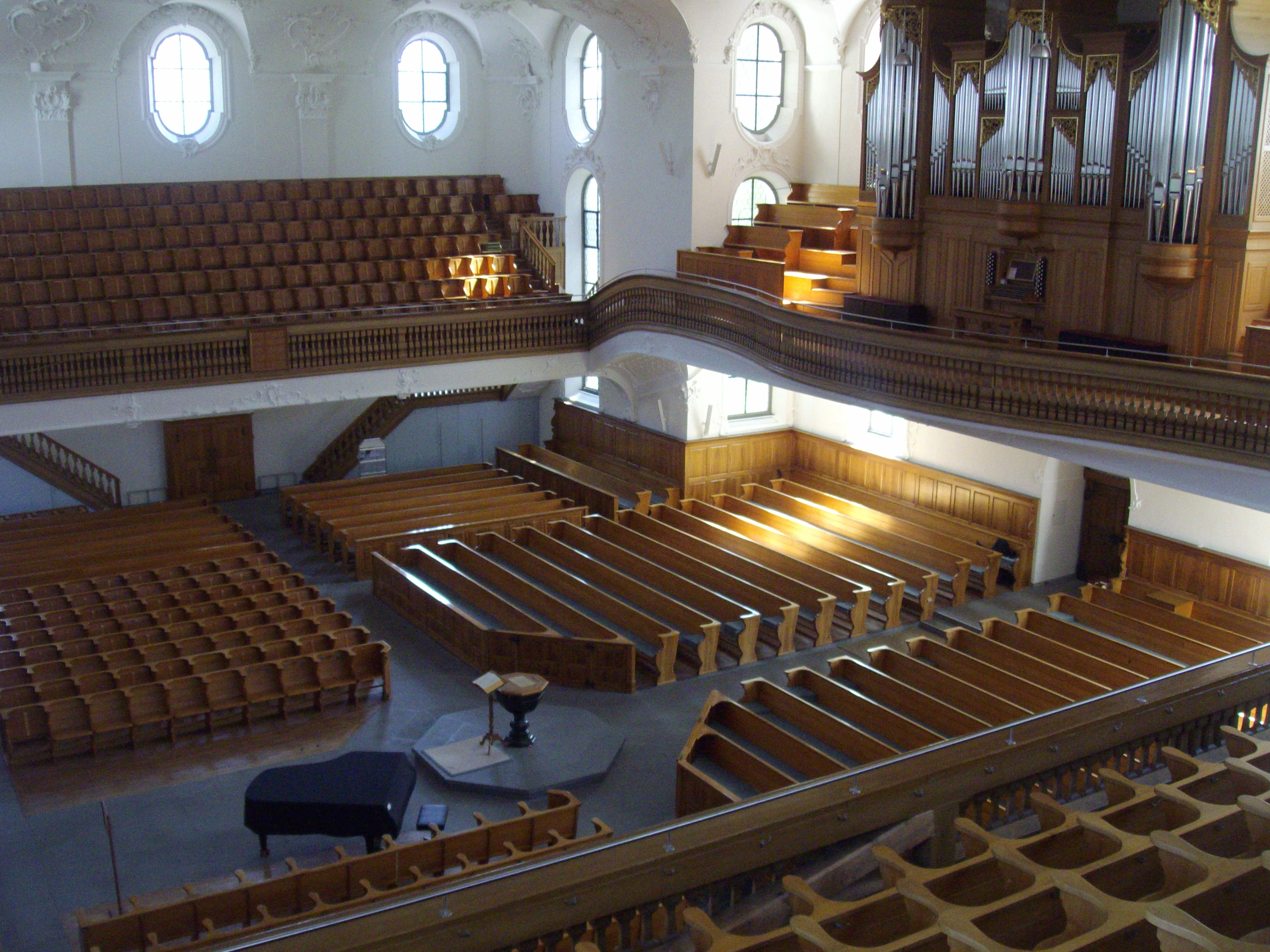
Stützenloser Innenraum der Kirche Wädenswil

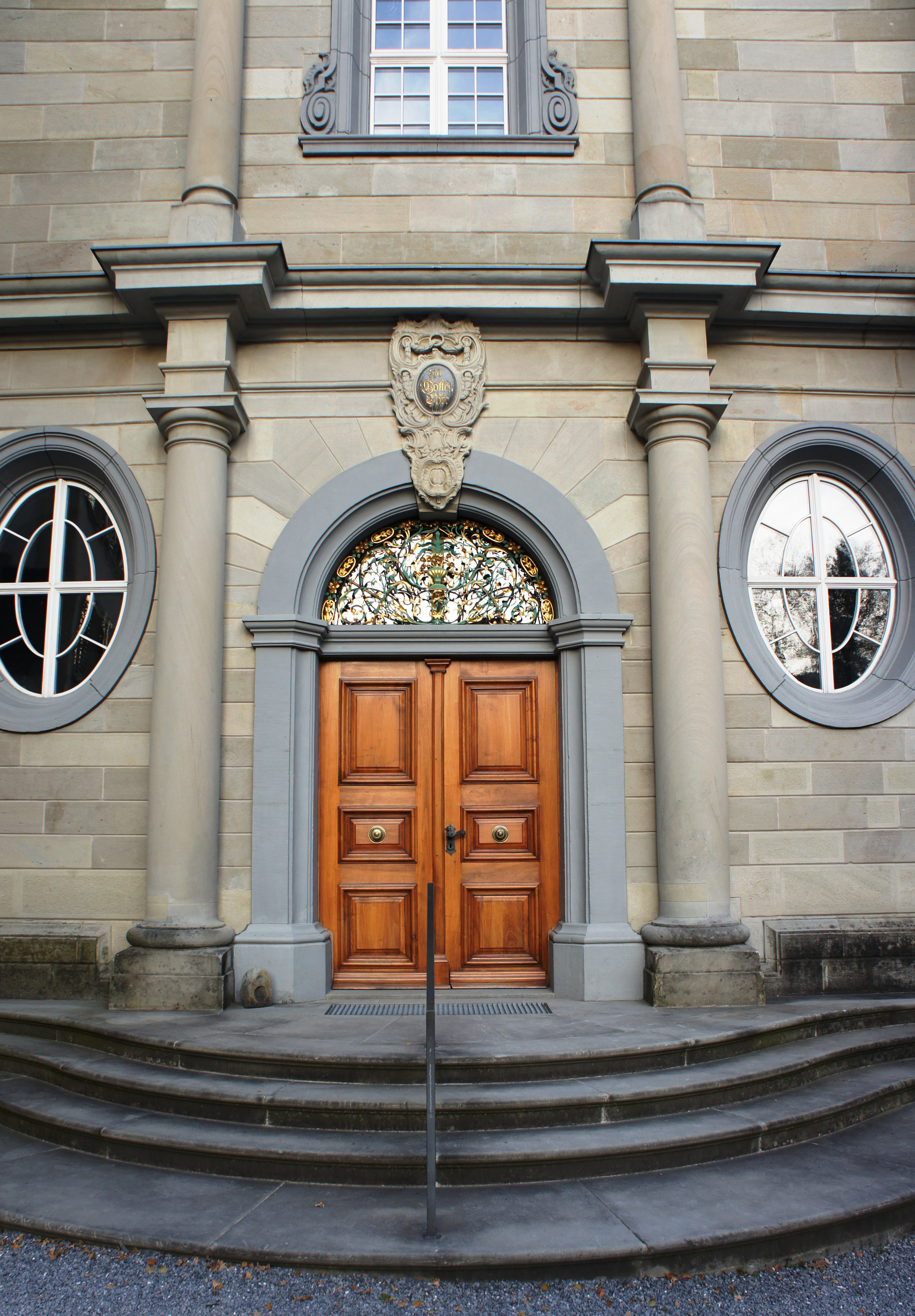
Portal der 1781 eingeweihten Kirche in Trogen AR

Grubenmann gilt als einer der herausragendsten Ingenieure im Bereich des Holzbrücken und -dachbaus. Sein Werk zeichnet sich durch den geschickten Umgang mit verschiedenen Raumkonzepten aus. Es gelang ihm, Brücken von enorm grosser Spannweite ohne Stützpfeiler zu erbauen. Die Brückenbautechnik verwendete er auch bei seinen Kirchenbauten, indem er den Dachstuhl in Form eines Hängewerks konstruierte. Bei seinen frühen Kirchenbauten handelt es sich um Längskirchen, die noch relativ geringe statische Herausforderungen darstellten. Dennoch hat er die Brückenbautechnik bei diesen Bauten bereits konsequent angewendet.
Bei seinem Hauptwerk allerdings, der quergerichteten, 1764–1767 erbauten Reformierten Kirche Wädenswil, gelang ihm die stützenfreie Überbrückung eines 36 × 21 Meter grossen Raumes in 12 Metern Höhe. Ausserdem realisierte Grubenmann in dieser Kirche eine steile U-Empore mit mehreren hundert Sitzplätzen ebenfalls ohne Stützen. Den Grundplan verdankt Grubenmann wohl Johann Jakob Haltiner. Es ist ein moderner Predigtraum, kubisch streng gehalten und an einen Profanbau erinnernd, hell, mit schwebender Emporenkonstruktion, von einer Rokokostuckdecke überspielt.
Die von 1779 bis 1782 erstellte Kirche von Trogen AR ist ein bedeutendes Spätwerk Grubenmanns, bei welchem er eine bemerkenswerte Fassadengestaltung im Stil des Klassizismus vornahm. Der barocke Glockenturm orientiert sich, wie Grubenmanns Aufriss verrät, am Vorbild der St. Galler Stiftstürme. Der Innenraum wird beherrscht von Rokokostuckaturen und einem Freskenzyklus.
Während die meisten Brücken Grubenmanns beim Einmarsch der Franzosen unter Napoleon 1799 zerstört wurden, sind viele Kirchenbauten der Nachwelt erhalten geblieben. Die Kirchen von Wädenswil und Trogen zählen hinsichtlich Fassadengestaltung, Raumgestaltung und Dachkonstruktion zu den bedeutendsten reformierten Sakralbauten der Schweiz.

### Brückenprojekt, Modelle
- Schaffhausen. Projektierte Brücke mit 119 m Spannweite, Originalmodell im Verkehrshaus Luzern, Kopie von 1913 im Deutschen Museum München
- Schaffhausen. Ausgeführte Brücke mit 56 m und 63 m Spannweite, Originalmodell im Museum zu Allerheiligen Schaffhausen, Kopie von 1771 im National Museum Dublin

Weitere Brückenmodelle befinden sich in der Grubenmann-Sammlung in Teufen AR.

### Brücken
- Ziegelbrücke. Erbaut 1743, zerstört 1799.
- Appenzell, Mettlenbrücke über die Sitter. Ersatzbau von 1751, grössere Reparaturen nach den Hochwassern 1766 und 1846.[5]
- Grubenmann-Brücke in Schaffhausen. Dem Verkehr übergeben am 2. Oktober 1758, zerstört 1799.
- Schindellegi. Erbaut 1765, zwischen 1939 und 1945 abgebrochen.
- Wettingen. Erbaut 1766, zerstört 1799.
- Ennenda. Erbaut 1765, zerstört 1799.
- Schwanden GL. Erbaut 1765, zerstört 1799.
- Netstal. Erbaut 1766–1768, zerstört 1799.
- Holzbrücke Hundwil. Erbaut 1778.
- Kubelbrücke bei St. Gallen. Erbaut 1780.

### Kirchen
- Reformierte Kirche Stein AR, 1749.
- Umbau der reformierten Kirche Hundwil, 1750.
- Turmabschluss der reformierten Kirche Mitlödi, 1752.
- Erweiterung der reformierten Kirche Sennwald, 1752–1753.
- Reformierte Kirche Oberrieden, 1761.
- Reformierte Kirche Mollis, 1761.
- Reformierte Kirche Ebnat, 1762.
- Reformierte Kirche Brunnadern, 1763.
- Turmabschluss der reformierten Kirche Schwellbrunn, 1763.
- Turmabschluss am Münster Schaffhausen, 1763–1764.
- Reformierte Kirche Erlen, 1764.
- Turmabschluss der Alten Paritätischen Kirche Würenlos, 1764–1765.
- Reformierte Kirche Wädenswil, 1764–1767.
- Reformierte Kirche Oberuzwil, 1765.
- Reformierte Kirche Teufen, 1776–1778.
- Reformierte Kirche Trogen, 1779–1781.

### Häuser
- Vier Profanbauten in Trogen AR:
  - Steinpalast (Haus Zellweger-Sulser), 1760
  - Pfarrhaus (Rokoko-Palast der Patrizierfamilie Zellweger), 1760–1763
  - Sonnenhof, 1761
  - Honnerlagscher Doppelpalast, 1763
- Hirschen Oberglatt im Weiler Oberglatt, heute zu Flawil, stützenloser Dachstuhl, 1770–1771[6]
- Pfarrhaus in Marbach SG, 1774.
- Pfarrhaus in Grub AR, 1785.
- Haus Oberes Hörli in Teufen AR (Wohnhaus Grubenmanns)

## Galerie

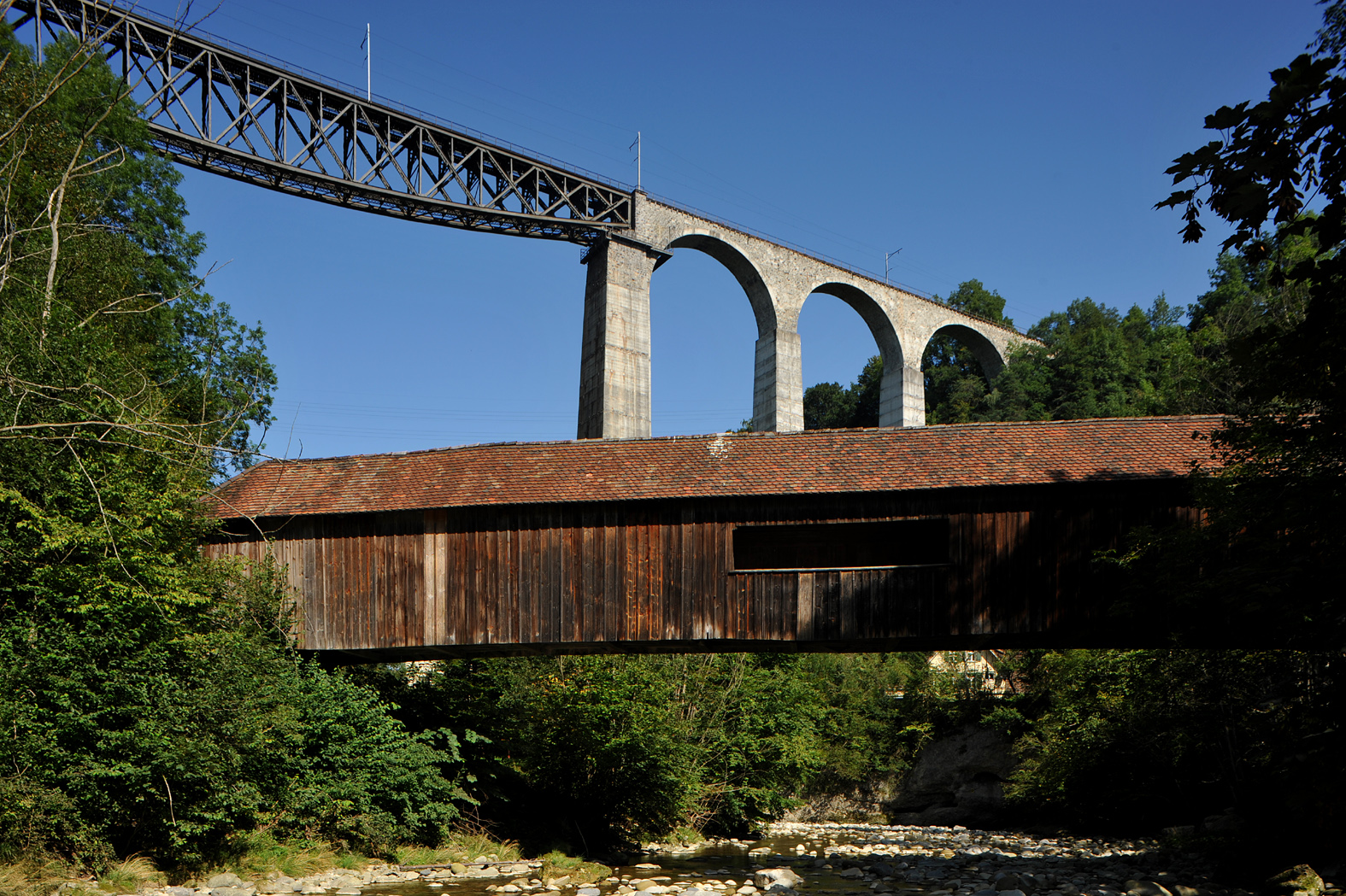
Kubelbrücke, 1780 (Vordergrund)
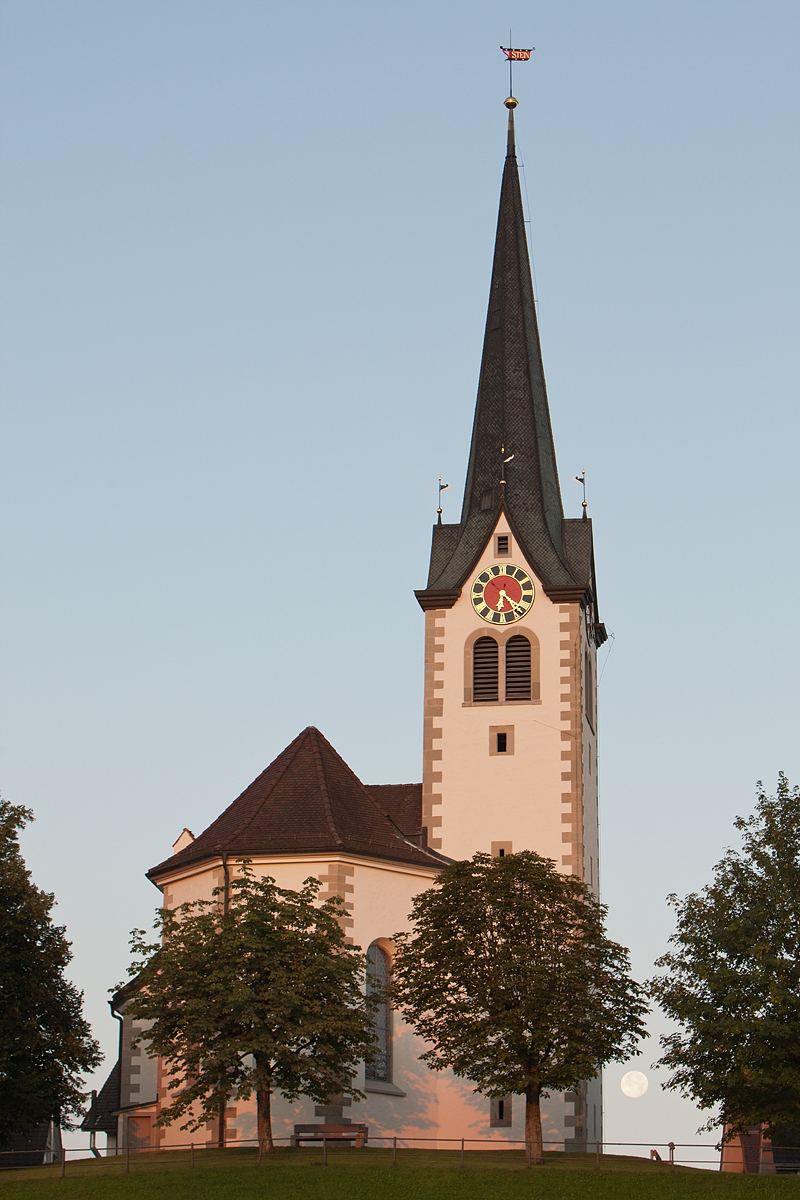
Reformierte Kirche Stein AR, 1749
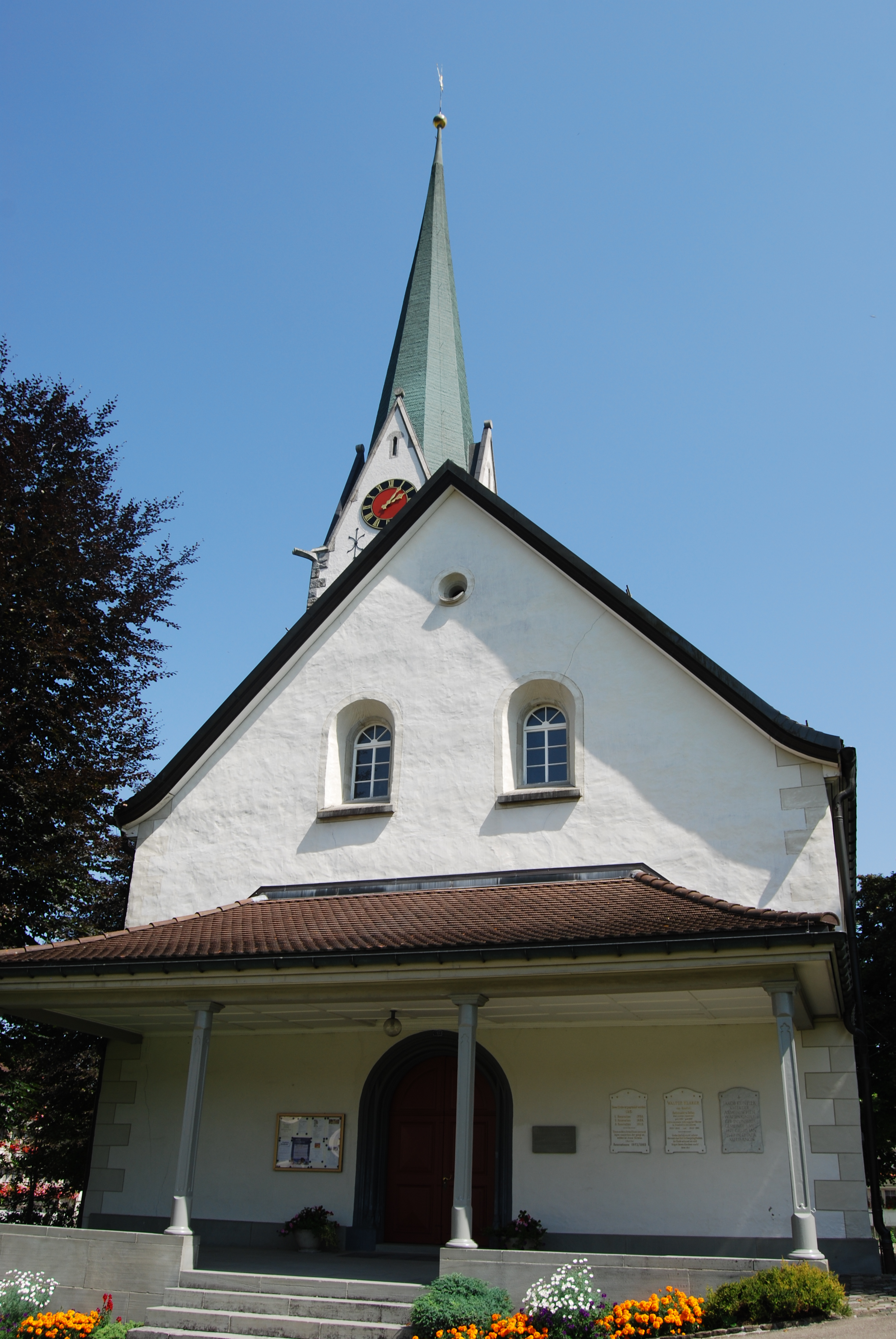
Reformierte Kirche Hundwil, 1750
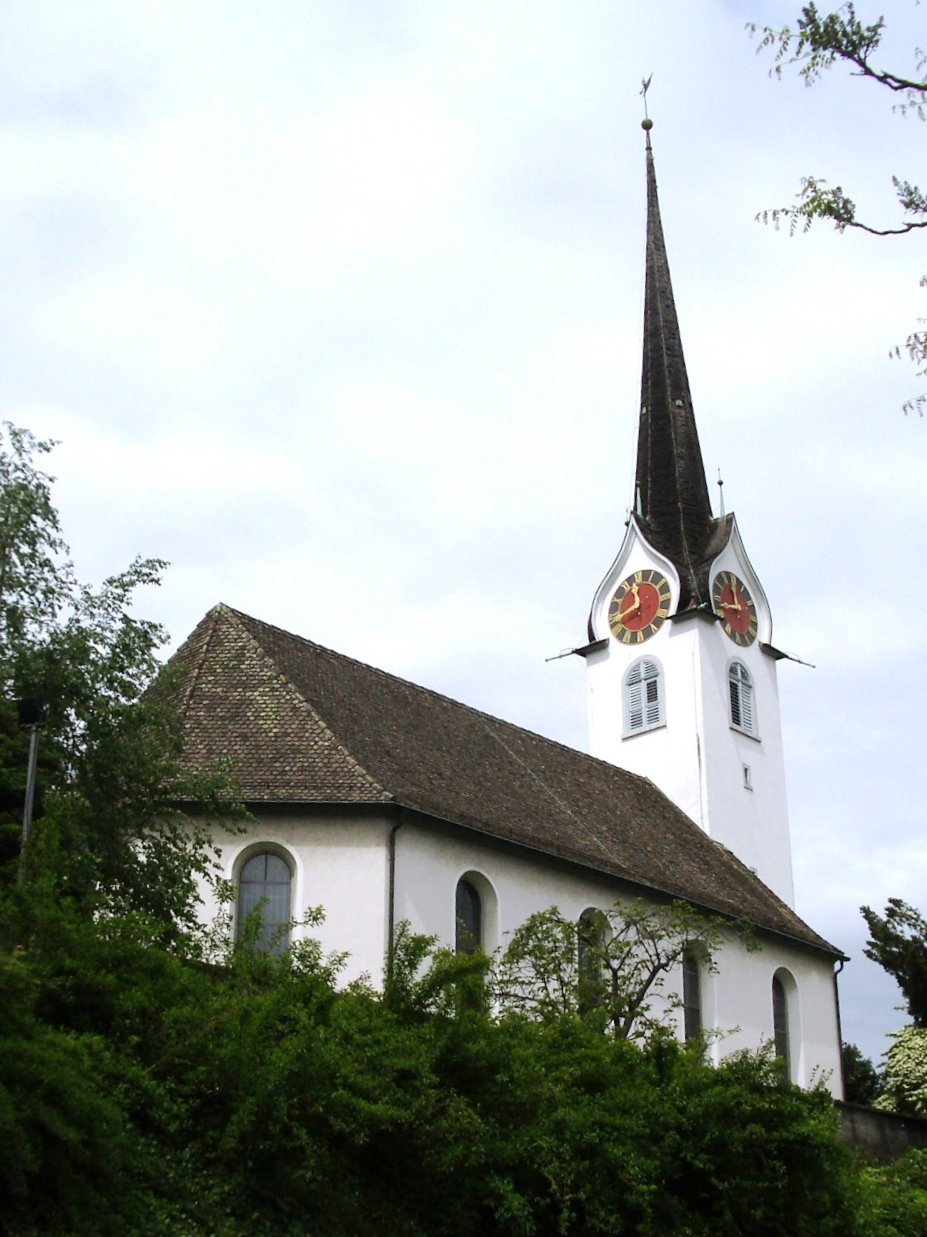
Reformierte Kirche Oberrieden, 1761
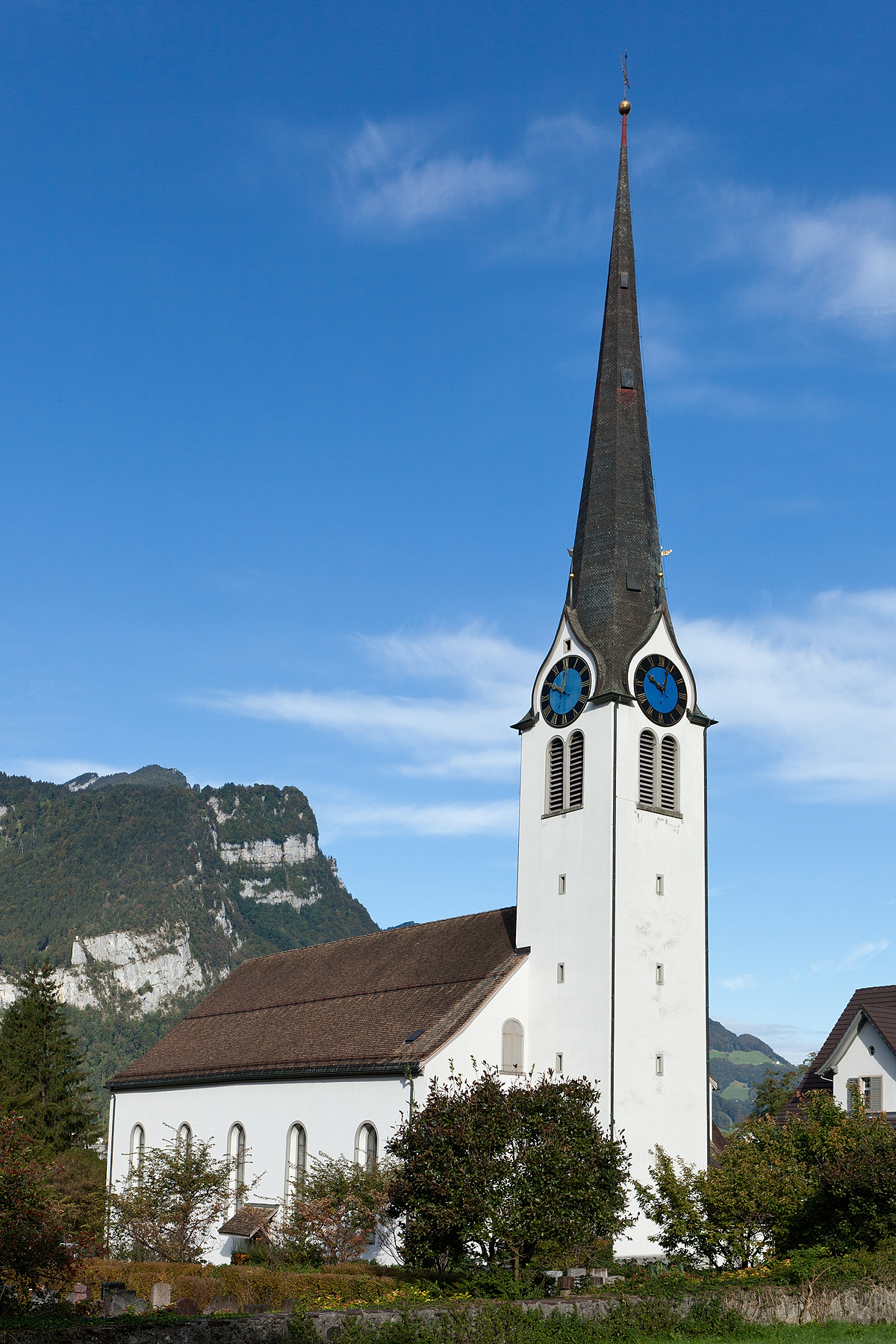
Reformierte Kirche Mollis, 1761
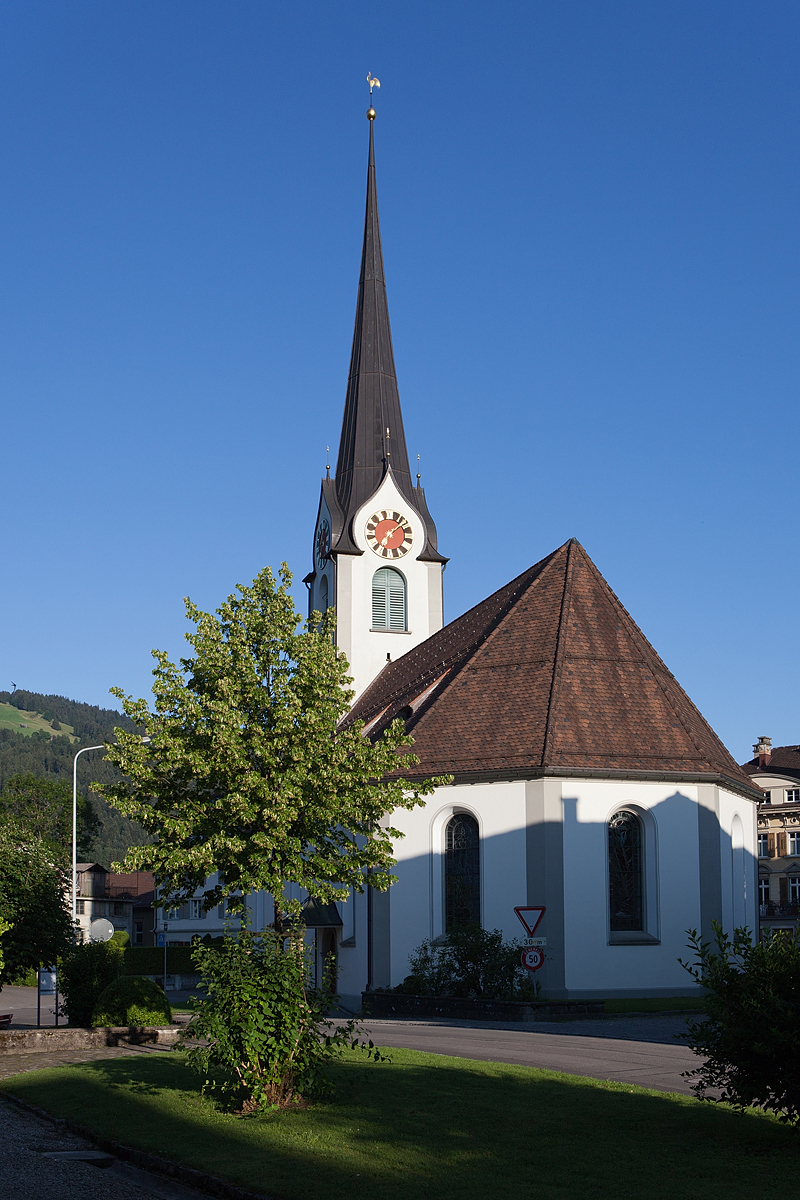
Reformierte Kirche Ebnat, 1762
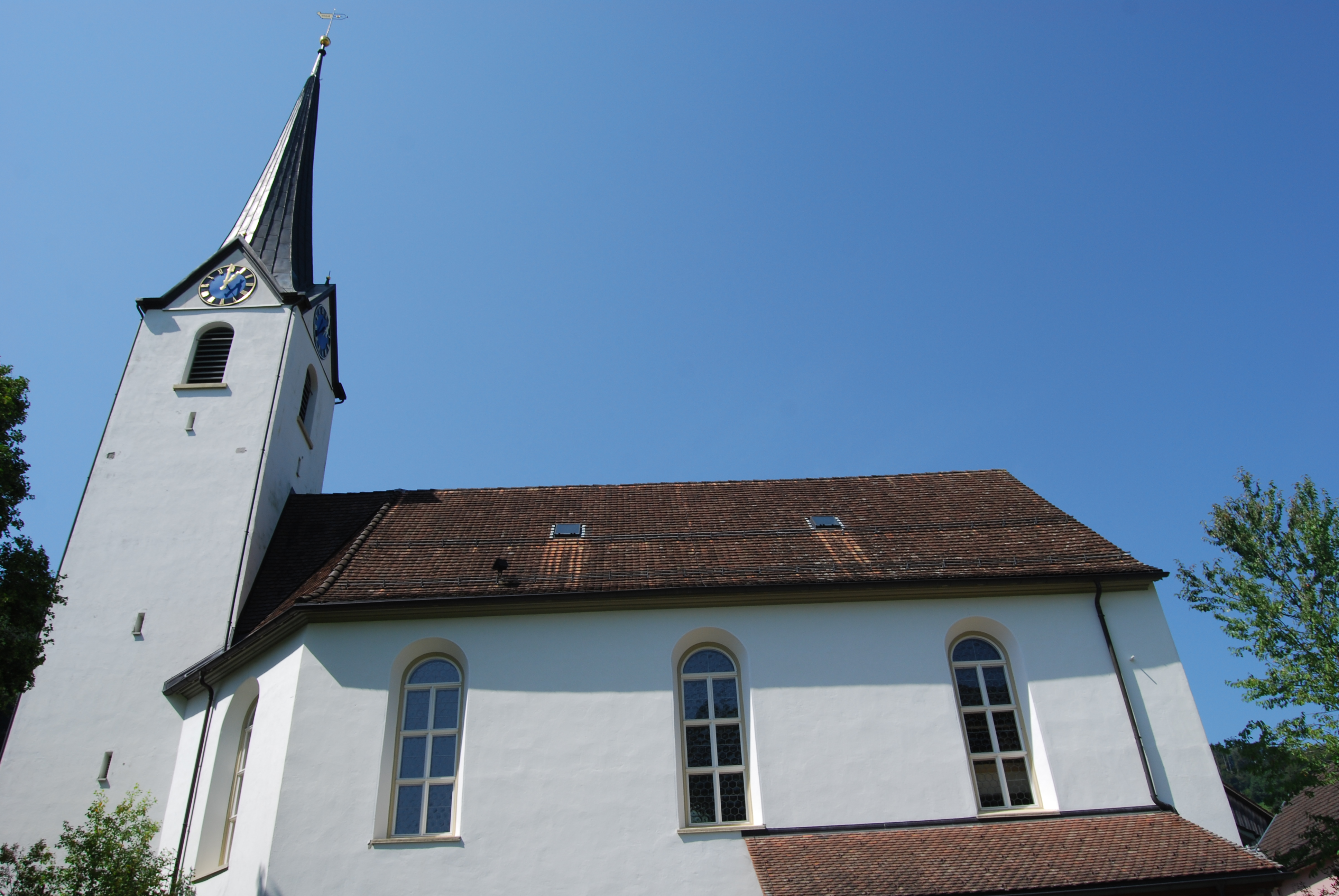
Reformierte Kirche Brunnadern, 1763
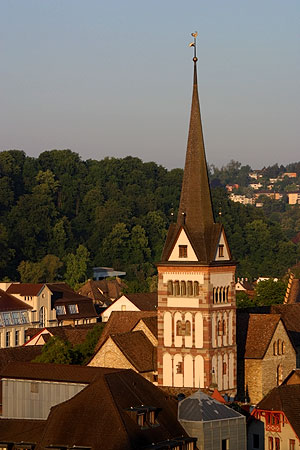
Schaffhauser Münster, Turmhelm, 1763–1764
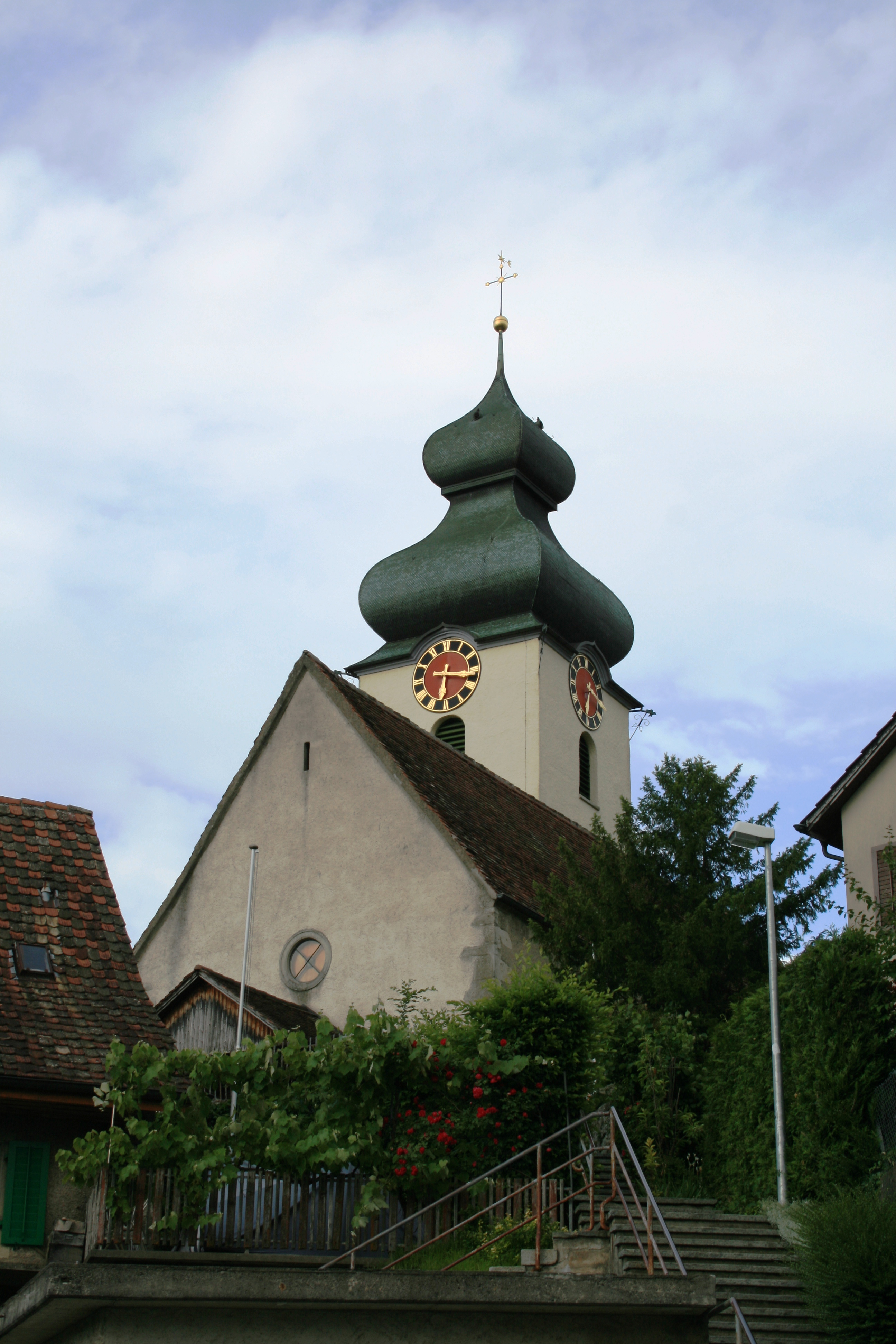
Alte Kirche Würenlos, Zwiebelhelm, 1763–1764
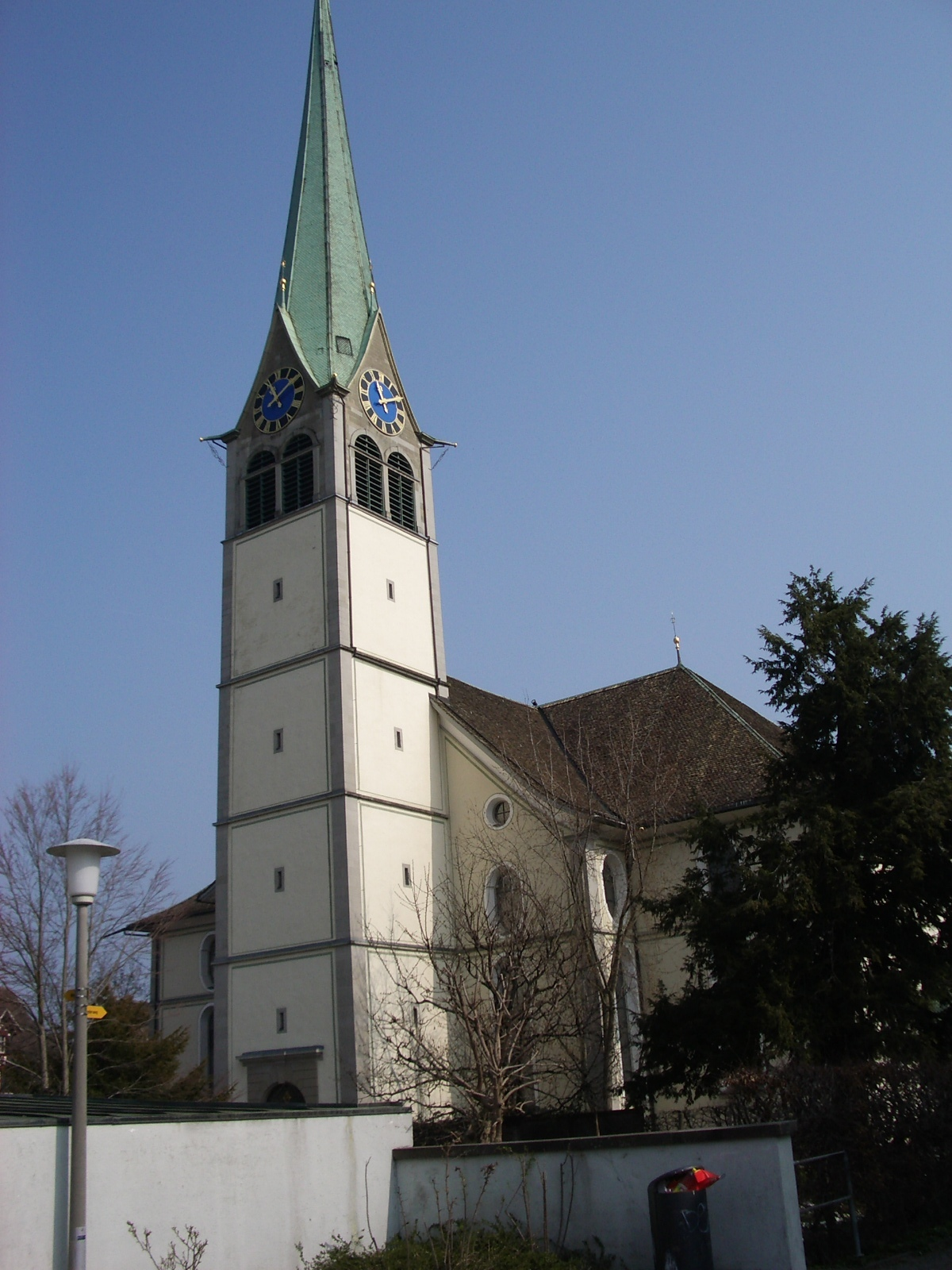
Reformierte Kirche Wädenswil, 1764–1767
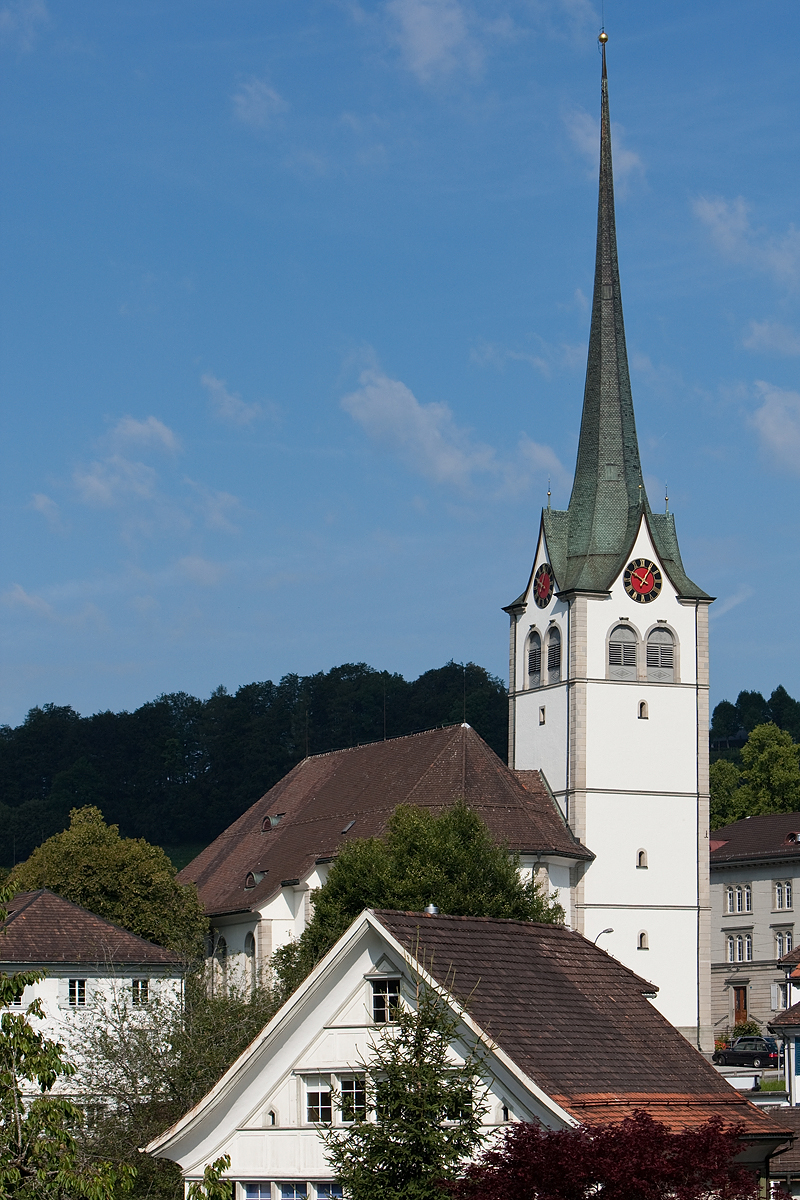
Reformierte Kirche Teufen, 1776–1778
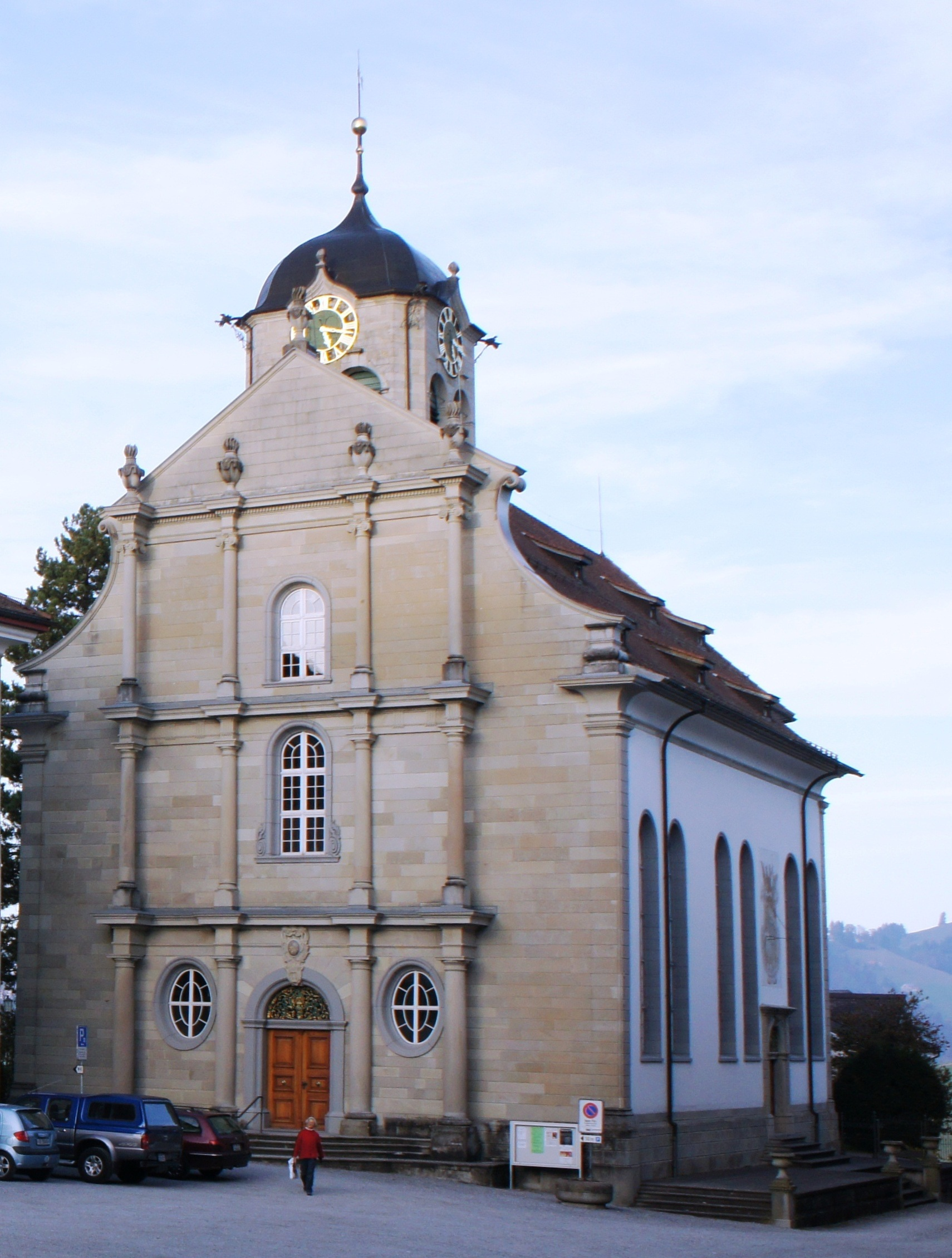
Reformierte Kirche Trogen, 1779–1781
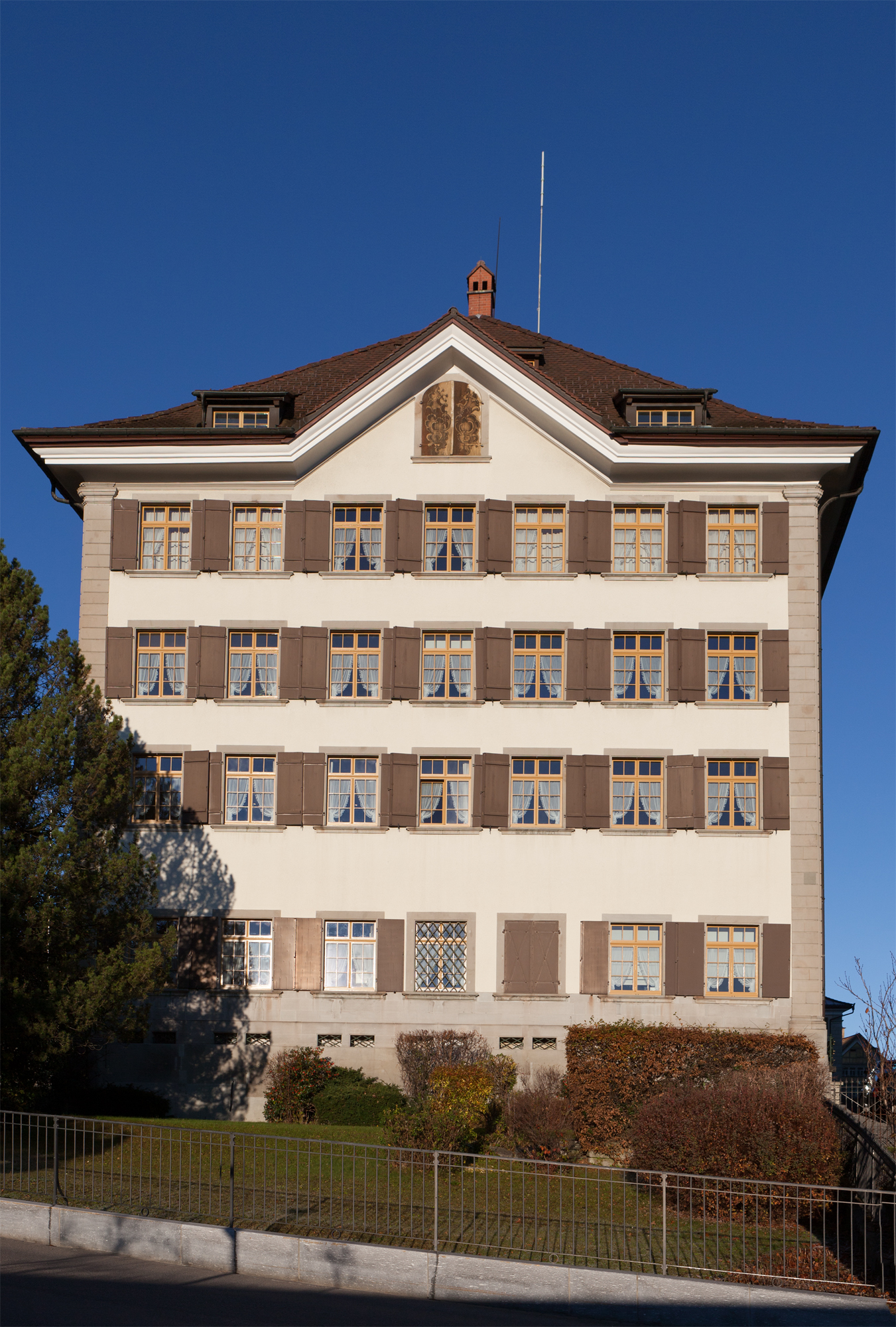
Pfarrhaus in Trogen AR, 1760–1763
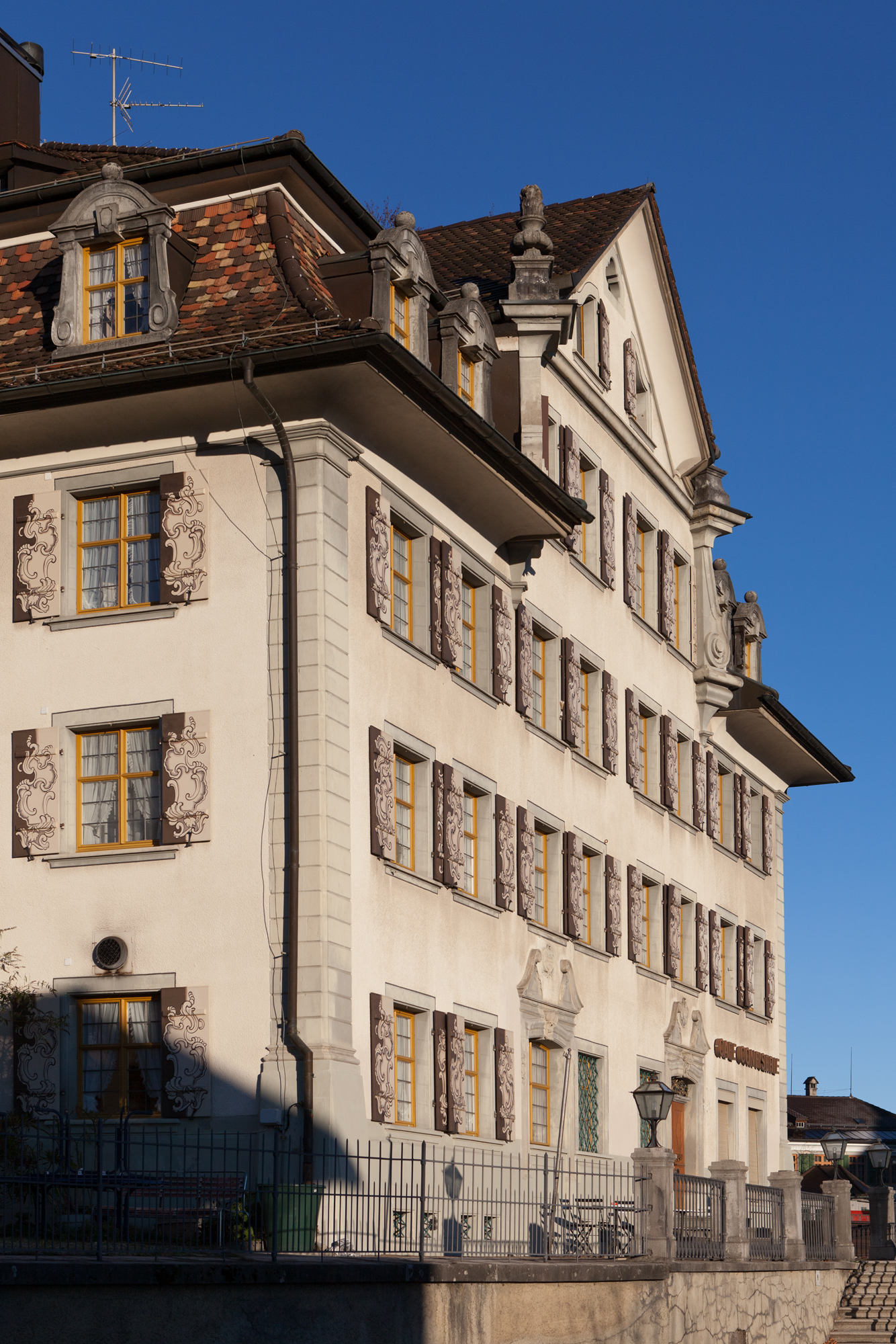
Sonnenhof in Trogen AR, 1761

## Museum

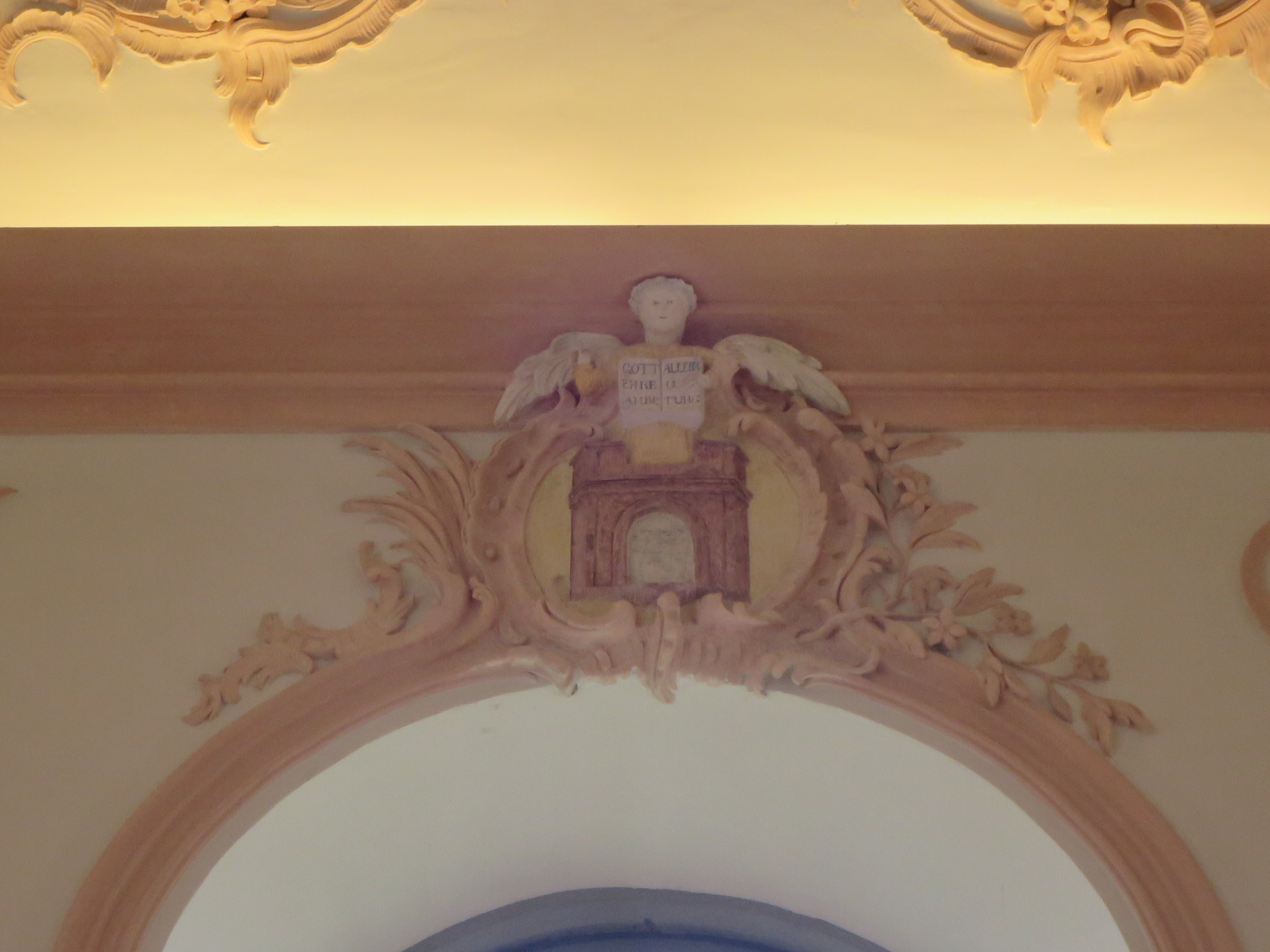
Wappen von Grubenmann in der Kirche Oberrieden, 1761

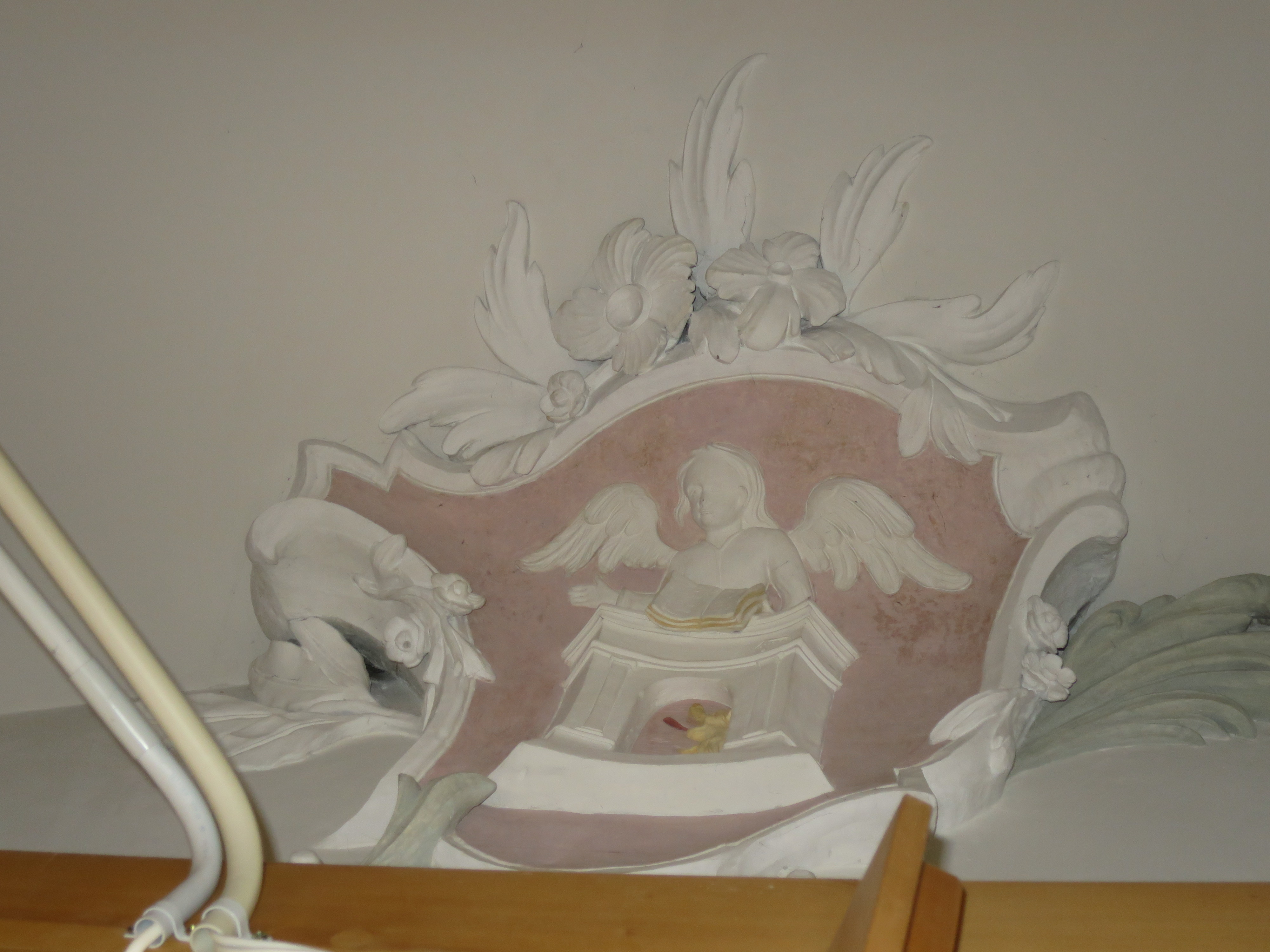
Wappen von Grubenmann in der Kirche Wädenswil, 1767

Die Grubenmann-Sammlung wurde im Sommer 2012 vom alten Bahnhof ins renovierte Zeughaus Teufen verlegt. Die Ausstellung zeigt zahlreiche Originale (Skizzen, Pläne, Briefschaften etc.), Bildmaterial und Brückenmodelle – beispielsweise eines der Schaffhauser-Brücke. Ergänzt wird die Sammlung durch Ton-, Film- und interaktive Stationen.